# Ippodromo Federico Caprilli
L'ippodromo Federico Caprilli è situato a Livorno, ai margini del quartiere d'Ardenza, a poca distanza dallo stadio Armando Picchi e dall'Accademia Navale.
La struttura è raggiungibile sia dalla Variante Aurelia (uscita Livorno Sud) sia dalla stazione ferroviaria di Livorno Centrale per mezzo di autobus urbani Autolinee Toscane.

## Storia
L'ippodromo fu realizzato nel 1894 in prossimità del lungomare di Livorno, sui terreni un tempo occupati dal parco di villa Letizia. La villa era sorta nell'Ottocento e dopo essere appartenuta a Stanislao Poniatowski e alla famiglia Vitelleschi, fu acquistata dai Cave Bondi (1873), per poi essere ceduta alla società immobiliare "Letizia".
In precedenza, tra il 1868 ed il 1893, la Società Livornese Corse Cavalli aveva tenuto le proprie corse presso il cosiddetto "Campo di Osservazione", nell'area oggi occupata dalla Stazione Centrale e da piazza Dante.
Lo sviluppo delle attività balneari e ricettive sul lungomare, unito alle cattive condizioni del più antico impianto sportivo, portarono alla costruzione del nuovo ippodromo nei pressi della Villa Cave Bondi.
La struttura fu inaugurata il 15 agosto 1894 alla presenza di ventimila persone.
Qui, nell'agosto del 1919 si svolse una grande rappresentazione ginnico-militare per l'assistenza ai militari congedati bisognosi; nell'occasione fu illustrato l'uso del carro armato.
Nel 1937 l'ippodromo, fino ad allora conosciuto come "Ippodromo di Ardenza", fu intitolato a Federico Caprilli, livornese, capitano di cavalleria, ideatore del sistema naturale di equitazione e precursore della doma gentile.
Nel 2016, in conseguenza del fallimento della Labronica Corse Cavalli e l'annullamento della stagione ippica 2016, l'impianto è stato chiuso ed è andato incontro ad un rapido degrado.
Il giorno 8 novembre 2021, dopo un'opera di sistemazione e pulizia durata alcuni mesi, l'impianto è stato riaperto alle corse.

## Struttura
L'ippodromo, occupa un'area di oltre 180000 m², mentre la pista ha una lunghezza di 1250 m e una larghezza che varia tra i 24 ed i 12 m. Inoltre la struttura è dotata di due piste di allenamento. Le scuderie sono costituite da 223 box, sellerie, magazzini ed altri locali tecnici.
L'ippodromo ha una capienza totale di circa 10 000 spettatori e 4 000 posti a sedere; è uno dei pochi in Italia ad avere una pista completamente illuminata, in modo da permettere gare serali e notturne. Il complesso sportivo disponeva infine di tre bar, di un ristorante self-service e di un parcheggio esterno capace di ospitare un totale di 4 000 vetture.